# Spartina longispica
Spartina longispica là một loài thực vật có hoa trong họ Hòa thảo. Loài này được Hauman & Parodi ex St.-Yves miêu tả khoa học đầu tiên năm 1932.